# Zuisen-ji
Zuisen-ji (Klasztor Płynącego Źródła; jap. 瑞泉寺; nazwa honoryfikatywna z użyciem nazwy góry (jap. sangō) to Kinbyōzan Zuisen-ji 錦屏山瑞泉寺) – jeden z klasztorów japońskich szkoły rinzai znajdujący się w Kamakurze. Znany także jako Ka-ji (Klasztor Kwiatów).

## Historia i idea klasztoru
Klasztor został założony przez mistrza zen Musō Sosekiego w 1327 roku na wschód od miasta, a prace budowlane zakończono w roku 1332. Obecnie znajduje się w prefekturze Kanagawa. Powstał jako bodaisho - świątynia rodzinna dla siogunatu Kamakury. Od Ashikagi Motoujiego (1340-1367) Zuisen-ji prosperował jako świątynia wspierająca bakufu Kamakury, która szybko stała się najbardziej wpływową świątynią zen rejonu Kantō w średniowiecznej Japonii.
W Zuisen-ji znajduje się pierwszy ogród zen zaprojektowany przez Musō i jest to zarazem jedyny ogród założony w okresie Kamakury (1185-1333). Dla Musō ogrody były jednym z aspektów jego praktyki zen. Poza tym ogrodem, jest jeszcze drugi, znajdujący się przed głównym budynkiem, który jest uważany za najpiękniejszy ogród w Kamakurze .
Klasztor intencjonalnie został wybudowany u stóp wzgórz Kamakury, które stały się jednym ze składników świątyni. Np. dai-hōjō (kwatera opata) powstała u podnóża grzbietu górskiego Kamakury w bezpośredniej bliskości od "Nikaidō Momiji Gaya" czyli przełęczy wyznaczonej przez linię klonów aż do Nikaidō. Dai-hōjō rozpoczyna jakby cały łańcuch gór przytulając się do wzgórza, a od strony zachodniej znajdując się w niecce. Przejście do podnóża góry jest tarasowe aż do owej niecki obniżonej miejscami o około dwóch metrów. To przejście jest specjalnie wydłużone wijąc się tam i z powrotem u stóp góry. Nad stawem (z tyłu kwatery opata) przechodzą dwa drewniane mostki.
Zarówno kwatera opata jak i owo przejście są zorientowane na zachód, w kierunku góry Fudżi, jednej z najświętszych gór Japonii. Tarasowate przejście jest oznaczane płaskimi kamieniami i poprowadzone jest tak, że dokonuje osiemnastu zwrotów i dlatego zwane jest juhakkyoku. Projekt ten odzwierciedla symbolikę i rytuały związane z górami zarówno w Indiach jak i Chinach. W Indiach święta góra Meru była opisywana jako wijąca się spirala i stała się tradycyjnym motywem architektonicznym. Składała się z dziewięciu poziomów, wspinanie się po których symbolizowało buddyjskie odrzucenie pożądań i osiągnięcie współczucia. W Chinach wspinanie się i przechodzenie przez mosty po spiralnej drodze (chiń. chuanhua) było metaforą pielgrzymki duchowej. Daosheng (360-434) uważał, że proces oświecenia nie może być oddzielony od samego doświadczenia oświecenia. Oświecenie jest wspinaniem się na górę i "kiedy wchodzi się na górę, pejzaż celu pojawia się nagle".
Chociaż mamy tendencję do widzenia ogrodu dwuwymiarowo (poziomego), to w Zuisen-ji jest on trójwymiarowy (zarówno horyzontalny jak i wertykalny). Zarówno Musō jak i pokolenia późniejszych mnichów wspinali się do lasku na wzgórzu, aby medytować, i schodzili w dół.
Musō Soseki zaprojektował świątynię według swoich założeń pedagogiki zen i ucieleśnienia zasad buddyzmu zen. Wspięcie się na szczyt jest momentami bardzo trudne, gdyż trasa biegnie na kilku odcinkach pionowo. Wznoszenie się terenu było według Eliadego archetypicznym elementem świątyń. W Zuisen-ji jest ono głównym komponentem architektonicznym. Pielgrzymka może, ale nie musi, zawierać element wspinania, ale wspinanie się jako aspekt przestrzeni sacrum i architektury niezmiennie łączy się pielgrzymką. Pielgrzymka kończyła się w momencie dotarcia do budynku na jej końcu. W tym klasztorze juhakkyoku określa przestrzeń pokonywaną przy trawersującym wejściu na małą górę jako ruch pomiędzy budynkami, które rozrzucone są w okolicy ukształtowanej jako swoista cecha tej świątyni. Wysiłek wspinaczki do medytacyjnego lasku jest mikrokosmiczną pielgrzymką, która odzwierciedlała makrokosmiczne pielgrzymki Musō po różnych świętych górach. Klasztor był bardzo często odwiedzany przez chińskich mnichów.
Lasek na szczycie góry (jap. tei) został stworzony przez Musō jako otoczenie dla chatki. Założył wiele takich lasków, które nosiły nazwy od ludzi, których znał, lub którzy wpłynęli na jego praktykę. Lasek w Zuisen-ji nosi nazwę po chińskim mistrzu chan Henkeiu Ichiranie (chiń. 遍界一覧 Biànjiè Yīlǎn). Ichiran-tei spłonął w 1439 roku i został odbudowany w 1442 roku. Jednak ponownie został zniszczony w czasie wojny Ōnin (1467-1477). Ponownie został odbudowany na początku okresu Tokugawa (1603-1868) przez Tokugawę Mitsukuni. W 1703 roku został po raz kolejny zniszczony przez trzęsienie ziemi i następnie odbudowany przez Yoshidę Torajiro. Obecny Ichiran-tei został wybudowany przez opata klasztoru Nikurę Shidoshi. Z miejscem tym związany jest wiersz Musō:
| W chatce na górze Gdzie skupiły się sosny Biały śnieg w ogrodzie Pokrywa szczyty drzew |

Zuisen-ji w czasie wiosennego i jesiennego zrównania dnia z nocą (odpowiednio - jap. shunbun i shubun) jest zrównane ze wschodzącym słońcem i jego wędrówką ze wschodu na zachód oraz górą Fudzi, która znajduje się 3,9 km na zachód od klasztoru. 
Musō był pierwszym opatem tego klasztoru. Uczynił Zuisen-ji wpływowym dōjō - miejscem praktyki dla mnichów pragnących studiować zen pod jego kierunkiem. Po jego śmierci prowadzili w nim praktykę zen jego najwybitniejsi uczniowie.
Ashikaga Motouji stał się pierwszym z rodu, który zażyczył sobie być pochowanym w tym klasztorze, a po nim poszli inni.
W roku 1386 klasztor został nominowany do grupy klasztorów "kantō jissetsu", która skupiała ważne klasztory Kamakury, spoza systemu gozan. W okresie swojego największego rozwoju w jego skład wchodziło kilka świątyń, z których żadna nie przetrwała. Odegrał także dużą rolę w rozwoju literatury "gozan". W klasztorze tym przebywał jeden z głównych uczniów Musō - Gidō Shūshin. 
Obecnie na szczyt wzgórza prowadzą dwie drogi, z których jedna jest oryginalną trasą wytyczoną przez Musō i zaczyna się od steli (na zdjęciu). Jednak do Ichiran-tei nie ma w tej chwili dostępu. Za klasztorem znajduje się grupa około 80 yagura, grobów umieszczonych w skalnych grotach, które zwane są Zuisen-ji Yagura (瑞泉寺やぐら群). 
Obecnie jest to świątynia zależna od Engaku-ji. Po zniszczeniach klasztoru zasadniczo wszystkie budynki w stosunkowo niewielkim kompleksie są nowe. Jedynym starym budynkiem jest kyakuden (客殿, budynek recepcji), który pochodzi w początków okresu Edo i został przeniesiony do Zuisen-ji w 1963 roku z Kinzō-in (金蔵院) w Yokohamie.

## Adres
- 710 Nikaidō, Kamakura, Kanagawa 248-0002, Japan

## Galeria

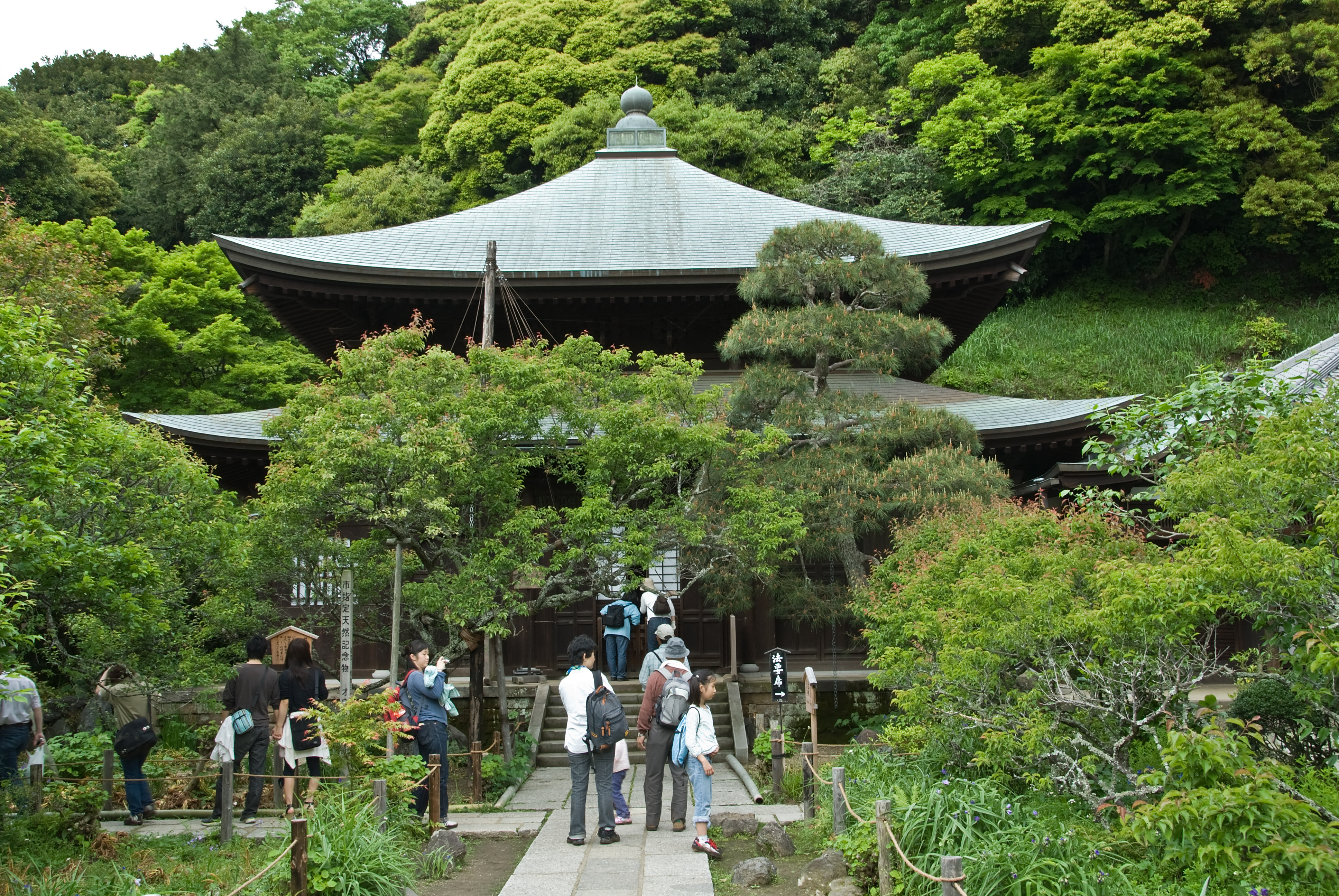
Główny budynek klasztoru
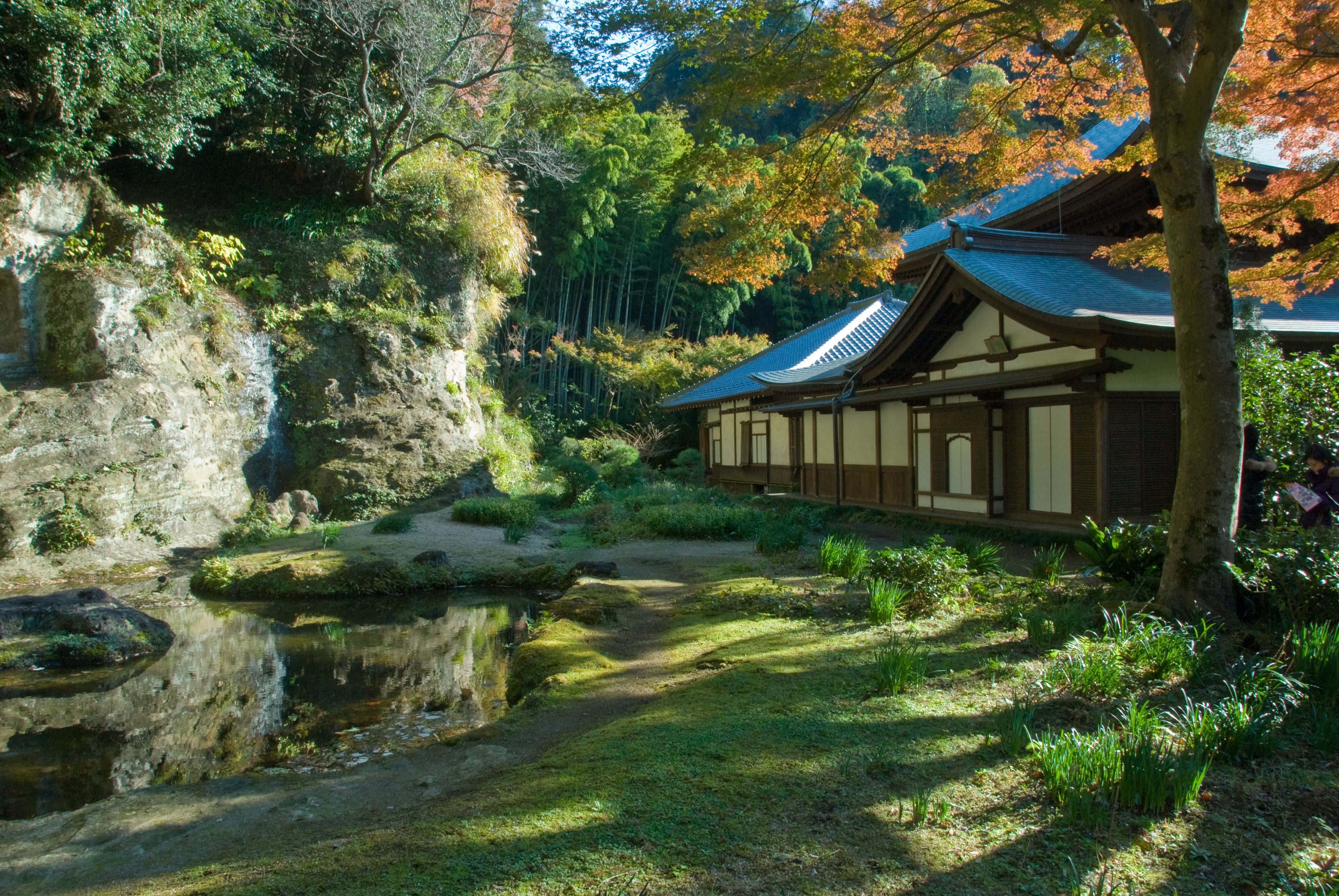
Pawilon Buddy i ogród
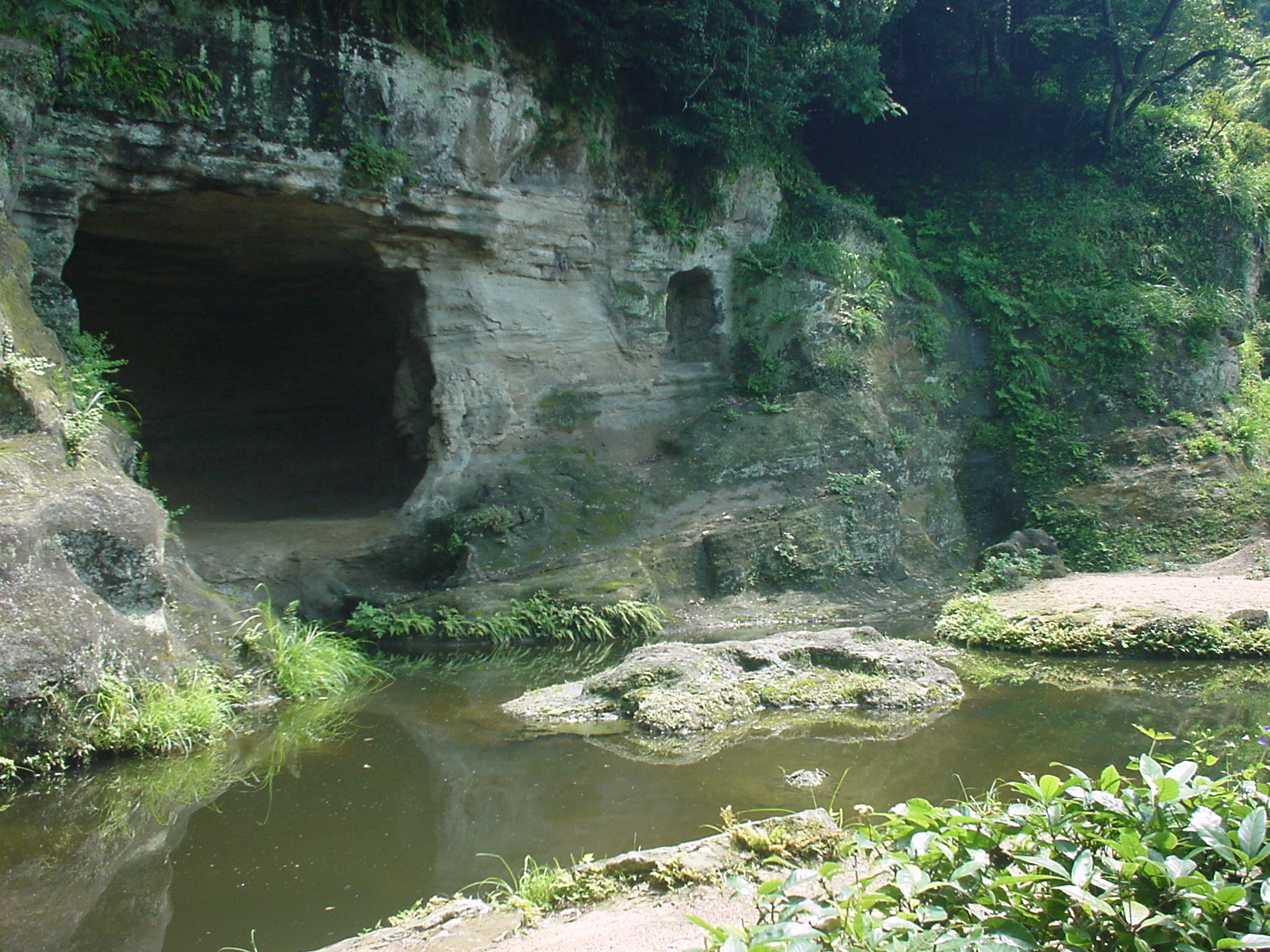
Grota w ogrodzie
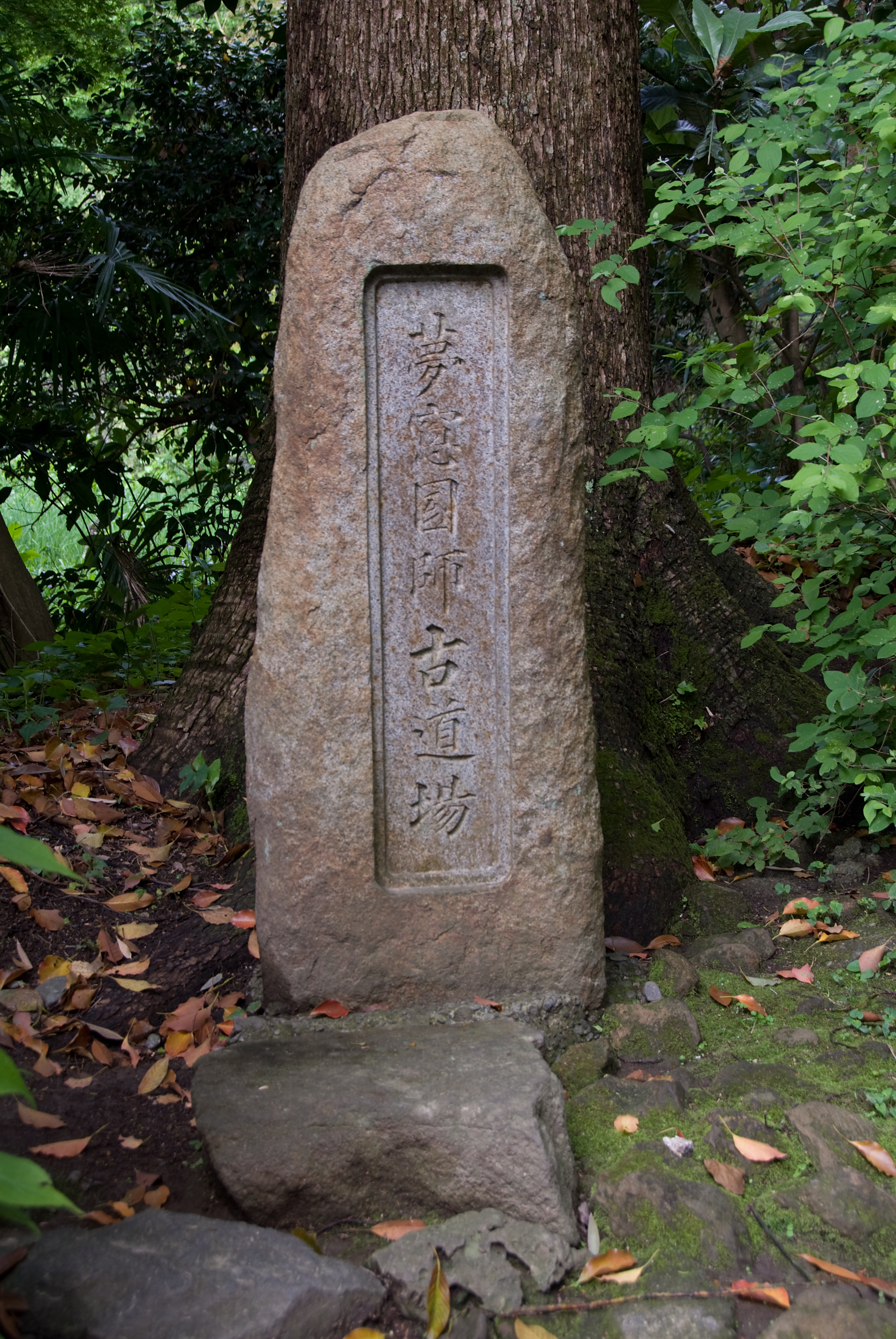
Stela rozpoczynająca dawną drogę Musō Sosekiego